# ميكي هيوز (لاعب كرة قاعدة)
ميكي هيوز (بالإنجليزية: Mickey Hughes)‏ هو لاعب كرة قاعدة أمريكي، ولد في 25 أكتوبر 1866، وتوفي في 10 يونيو 1931 في جيرسي سيتي في الولايات المتحدة.